# Damaliscus
A Damaliscus az emlősök (Mammalia) osztályának párosujjú patások (Artiodactyla) rendjébe, ezen belül a tülkösszarvúak (Bovidae) családjába és a tehénantilop-formák (Alcelaphinae) alcsaládjába tartozó nem.

## Rendszerezés
A nembe az alábbi 2-3 élő faj és 2 fosszilis faj tartozik:
- †Damaliscus hypsodon (Faith et al., 2012) - középső-késő pleisztocén-holocén[2]
- közönséges lantszarvúantilop (Damaliscus lunatus) Burchell, 1824[3]
- †Damaliscus niro
- tarka lantszarvúantilop (Damaliscus pygargus) (Pallas, 1767)[4]
- Damaliscus superstes (Cotterill, 2003) - korábban, és még egyesek szerint azonos a közönséges lantszarvúantiloppal

## Fordítás
- Ez a szócikk részben vagy egészben  az   Alcelaphinae#Extinct alcelaphines című angol Wikipédia-szócikk ezen változatának fordításán alapul.  Az eredeti cikk szerkesztőit annak laptörténete sorolja fel. Ez a jelzés csupán a megfogalmazás eredetét és a szerzői jogokat jelzi, nem szolgál a cikkben szereplő információk forrásmegjelöléseként.
- Ez a szócikk részben vagy egészben  a   Damaliscus című angol Wikipédia-szócikk ezen változatának fordításán alapul.  Az eredeti cikk szerkesztőit annak laptörténete sorolja fel. Ez a jelzés csupán a megfogalmazás eredetét és a szerzői jogokat jelzi, nem szolgál a cikkben szereplő információk forrásmegjelöléseként.